# Zakaria Nefzi
Zakaria Nefzi (arabe : زكريا النفزي), mort le 12 juillet 2017, est un boxeur tunisien.

## Biographie
Zakaria Nefzi remporte la médaille d'or dans la catégorie des poids moyens aux Jeux africains militaires de 2003 à Tunis. Il est ensuite médaillé d'argent dans la catégorie des poids welters aux Jeux africains de 2003 à Abuja. Qualifié pour les Jeux olympiques d'été de 2004 à Athènes, il est suspendu pour des écarts de conduite par la Fédération tunisienne de boxe.
Nefzi meurt le 12 juillet 2017 à Ettadhamen, à la suite d'une bagarre avec un ami qui le poignarde avec un tournevis.